# Équipe de France de rugby à XV en 2018

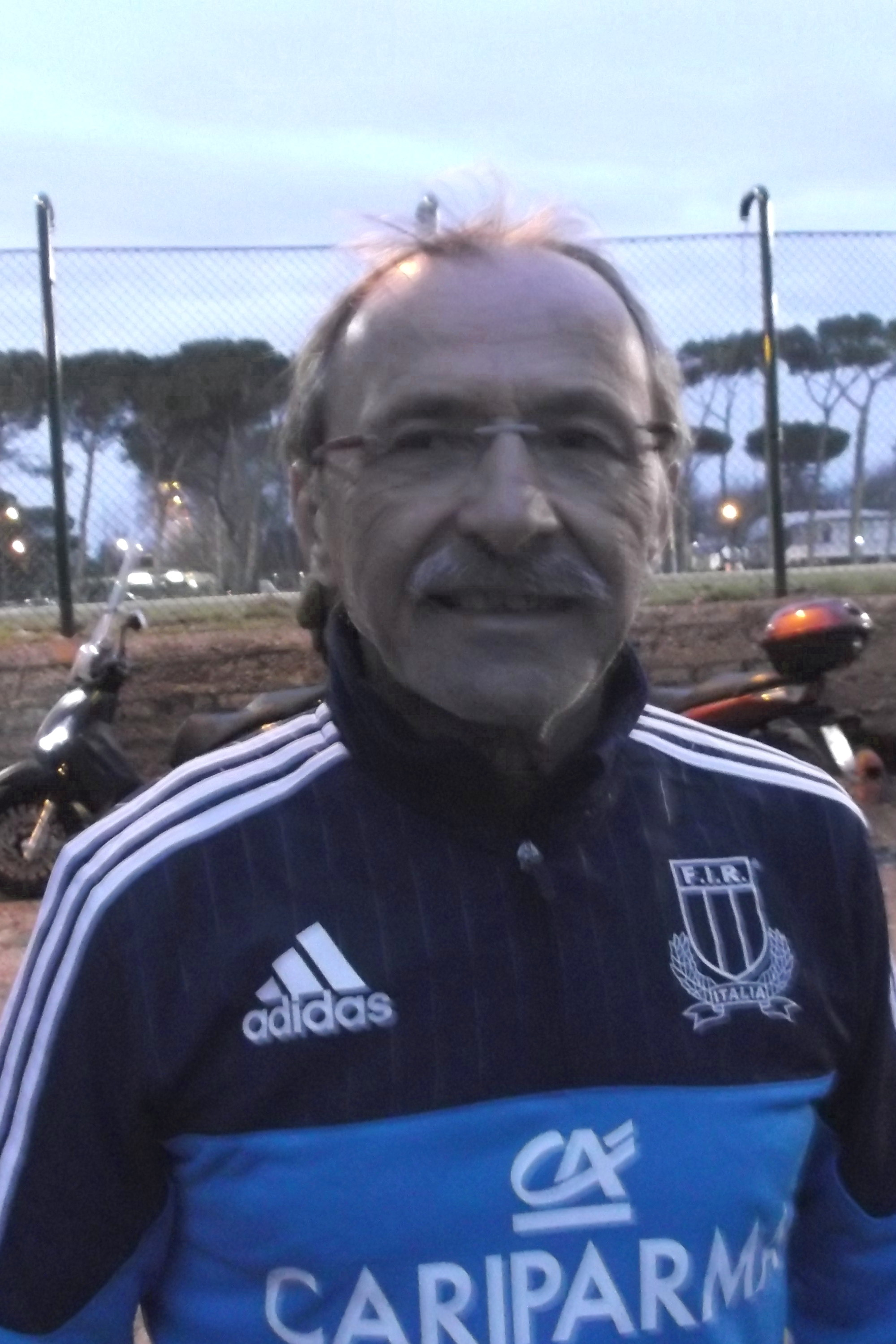
Jacques Brunel en 2016, alors sélectionneur de l'Italie.

L'équipe de France de rugby à XV, en 2018, dispute comme chaque année le Tournoi des Six Nations, effectue une série de test matchs en Nouvelle-Zélande et affronte l'Afrique du Sud, l'Argentine et les Fidji durant la tournée d'automne. C'est la première année comme sélectionneur pour Jacques Brunel, qui remplace Guy Novès, licencié fin 2017 pour « faute grave » par la fédération. Le XV de France obtient une quatrième place lors du Tournoi des Six Nations, battant l'Angleterre et l'Italie à domicile. L'année 2018 est celle présentant un des pires bilan de l'histoire moderne du XV de France, avec huit défaites pour trois victoires (27% de victoires) même si l'année précédente s'était achevé avec un taux de victoires similaire mais avec seulement sept défaites et un nul pour trois victoires.

## Déroulé

### Tournoi des Six Nations
Dans sa première liste pour le Tournoi 2019, Jacques Brunel se démarque de son prédécesseur, n'employant pas certains cadres comme Serin ou Picamoles, en en rappelant d'anciens, comme Morgan Parra, plus sélectionné depuis la Coupe du monde 2015 et en appelant plusieurs néophytes. Après une première défaite à domicile face à l'Irlande (13-15) à la suite d'un drop dans les derniers instants de Jonathan Sexton, les Bleus s'inclinent une seconde fois en Écosse (32-26). À la suite du match, plusieurs joueurs sont exclus du groupe pour des bagarres le soir de la défaite, parmi lesquels Teddy Thomas, Louis Picamoles ou Jonathan Danty. Après ces deux échecs, les Bleus enchaînent deux victoires à domicile face à l'Italie (34-17) et surtout face aux Anglais d'Eddie Jones, tenants du titre (22-16). Cependant, le XV de France échoue à un point des Gallois à Cardiff 14 à 13 et finissent quatrièmes du Tournoi.

### Tournée d'été en Nouvelle-Zélande
Les Bleus réalisent une tournée de trois test matchs en Nouvelle-Zélande pour la première fois depuis 2013. Lors de ces trois matchs, les Bleus sont défaits à chaque fois, encaissant près de cinquante points lors des premier et troisième tests mais en s'inclinant sur un score plus acceptable de 26 à 11 lors du deuxième test. 

### Tournée d'automne
Durant l'automne 2018, les Bleus affrontèrent l'Afrique du Sud, l'Argentine et les Fidji. Lors du premier match le 10 novembre face aux Springboks, les Bleus s'inclinent dans les derniers instants à cause d'un essai sud-africain cinq minutes après la fin du temps réglementaire (26-29). Une semaine plus tard les Bleus se reprennent et s'imposent 28 à 13 face aux Argentins, avec notamment un doublé de Teddy Thomas. Cependant, la semaine suivante, les Bleus retombent dans leurs travers et perdent pour la première fois de leur histoire face aux Fidji (14-21), malgré un doublé du capitaine et talonneur Guilhem Guirado.

## Tableau des matchs
| Date             | Lieu                           | Adversaire       | Score   | Type                    | Équipe et marqueurs |
| ---------------- | ------------------------------ | ---------------- | ------- | ----------------------- | --- |
| 3 février 2018   | Stade de France, Saint-Denis   | Irlande          | D 15-13 | Tournoi des Six Nations | Geoffrey Palis - Teddy Thomas, Rémi Lamerat, Henry Chavancy, Virimi Vakatawa - (o) Matthieu Jalibert, (m) Maxime Machenaud - Kevin Gourdon, Yacouba Camara, Wenceslas Lauret - Arthur Iturria, Sébastien Vahaamahina - Rabah Slimani, Guilhem Guirado , Jefferson Poirot 1 essai (Thomas), 1 transformation (Belleau), 2 pénalités (Machenaud x2)                                                    |
| 11 février 2018  | Murrayfield Stadium, Édimbourg | Écosse           | D 32-26 | Tournoi des Six Nations | Geoffrey Palis - Teddy Thomas, Rémi Lamerat, Geoffrey Doumayrou, Virimi Vakatawa - (o) Lionel Beauxis, (m) Maxime Machenaud - Marco Tauleigne, Yacouba Camara, Wenceslas Lauret - Sébastien Vahaamahina, Arthur Iturria - Rabah Slimani, Guilhem Guirado , Jefferson Poirot 2 essais (Thomas x2), 2 transformations (Machenaud x2), 4 pénalités (Machenaud x2, Serin x2)                             |
| 23 février 2018  | Stade de France, Saint-Denis   | Italie           | V 34-17 | Tournoi des Six Nations | Hugo Bonneval - Benjamin Fall, Mathieu Bastareaud, Geoffrey Doumayrou, Rémy Grosso - (o) Lionel Beauxis, (m) Maxime Machenaud - Marco Tauleigne, Yacouba Camara, Wenceslas Lauret - Sébastien Vahaamahina, Paul Gabrillagues - Rabah Slimani, Guilhem Guirado , Jefferson Poirot 3 essais (Gabrillagues, Bonneval, Bastareaud), 2 transformations (Machenaud, Trinh-Duc), 5 pénalités (Machenaud x5) |
| 10 mars 2018     | Stade de France, Saint-Denis   | Angleterre       | V 22-16 | Tournoi des Six Nations | Hugo Bonneval - Benjamin Fall, Mathieu Bastareaud, Geoffrey Doumayrou, Rémy Grosso - (o) François Trinh-Duc, (m) Maxime Machenaud - Marco Tauleigne, Yacouba Camara, Wenceslas Lauret - Sébastien Vahaamahina, Paul Gabrillagues - Rabah Slimani, Guilhem Guirado , Jefferson Poirot 1 essai (pénalité), 5 pénalités (Machenaud x4, Beauxis)                                                         |
| 17 mars 2018     | Millenium Stadium, Cardiff     | Pays de Galles   | D 13-14 | Tournoi des Six Nations | Benjamin Fall - Gaël Fickou, Mathieu Bastareaud , Geoffrey Doumayrou, Rémy Grosso - (o) François Trinh-Duc, (m) Maxime Machenaud - Marco Tauleigne, Yacouba Camara, Wenceslas Lauret - Sébastien Vahaamahina, Paul Gabrillagues - Cedate Gomes Sa, Adrien Pélissié, Jefferson Poirot 1 essai (Fickou), 1 transformation (Machenaud), 1 pénalité (Machenaud), 1 drop (Trinh-Duc)                      |
| 9 juin 2018      | Eden Park, Auckland            | Nouvelle-Zélande | D 52-11 | Test match              | Maxime Médard - Teddy Thomas, Mathieu Bastareaud , Geoffrey Doumayrou, Rémy Grosso - (o) Anthony Belleau, (m) Morgan Parra - Fabien Sanconnie, Kevin Gourdon, Judicaël Cancoriet - Yoann Maestri, Paul Gabrillagues - Uini Atonio, Camille Chat, Dany Priso 1 essai (Grosso), 2 pénalités (Parra x2)                                                                                                 |
| 16 juin 2018     | Sky Stadium, Wellington        | Nouvelle-Zélande | D 26-13 | Test match              | Benjamin Fall - Teddy Thomas, Mathieu Bastareaud , Geoffrey Doumayrou, Gaël Fickou - (o) Anthony Belleau, (m) Morgan Parra - Kevin Gourdon, Kélian Galletier, Mathieu Babillot - Yoann Maestri, Bernard Le Roux - Uini Atonio, Camille Chat, Dany Priso 1 essai (Gomes Sa), 1 transformation (Plisson), 2 pénalités (Parra x2)                                                                       |
| 23 juin 2018     | Forsyth Barr Stadium, Dunedin  | Nouvelle-Zélande | D 49-14 | Test match              | Benjamin Fall - Teddy Thomas, Rémi Lamerat , Wesley Fofana, Gaël Fickou - (o) Anthony Belleau, (m) Morgan Parra - Kevin Gourdon, Kélian Galletier, Mathieu Babillot - Yoann Maestri, Bernard Le Roux - Uini Atonio, Camille Chat, Dany Priso 2 essais (Serin, Fofana), 2 transformations (Belleau x2)                                                                                                |
| 10 novembre 2018 | Stade de France, Saint-Denis   | Afrique du Sud   | D 26-29 | Test match              | Maxime Médard - Teddy Thomas, Mathieu Bastareaud, Geoffrey Doumayrou, Damian Penaud - (o) Camille Lopez, (m) Baptiste Serin - Louis Picamoles, Arthur Iturria, Wenceslas Lauret - Yoann Maestri, Sébastien Vahaamahina - Cedate Gomes Sa, Guilhem Guirado , Jefferson Poirot 2 essais (Guirado, Bastareaud), 2 transformations (Serin x2), 3 pénalités (Serin x3), 1 drop (Lopez)                    |
| 17 novembre 2018 | Stade Pierre-Mauroy, Lille     | Argentine        | V 28-13 | Test match              | Maxime Médard - Teddy Thomas, Mathieu Bastareaud, Gaël Fickou, Yoann Huget - (o) Camille Lopez, (m) Baptiste Serin - Louis Picamoles, Arthur Iturria, Wenceslas Lauret - Yoann Maestri, Sébastien Vahaamahina - Cedate Gomes Sa, Guilhem Guirado , Jefferson Poirot 3 essais (Thomas x2, Guirado), 2 transformations (Serin x2), 3 pénalités (Serin x3)                                              |
| 24 novembre 2018 | Stade de France, Saint-Denis   | Fidji            | D 14-21 | Test match              | Benjamin Fall - Teddy Thomas, Mathieu Bastareaud, Gaël Fickou, Yoann Huget - (o) Camille Lopez, (m) Baptiste Serin - Louis Picamoles, Arthur Iturria, Wenceslas Lauret - Yoann Maestri, Sébastien Vahaamahina - Rabah Slimani, Guilhem Guirado , Jefferson Poirot 2 essais (Guirado x2), 2 transformations (Serin x2)                                                                                |

## Statistiques
Au total, le XV de France a inscrit 18 essais durant cette année et un total de 284 points.

### Meilleurs réalisateurs

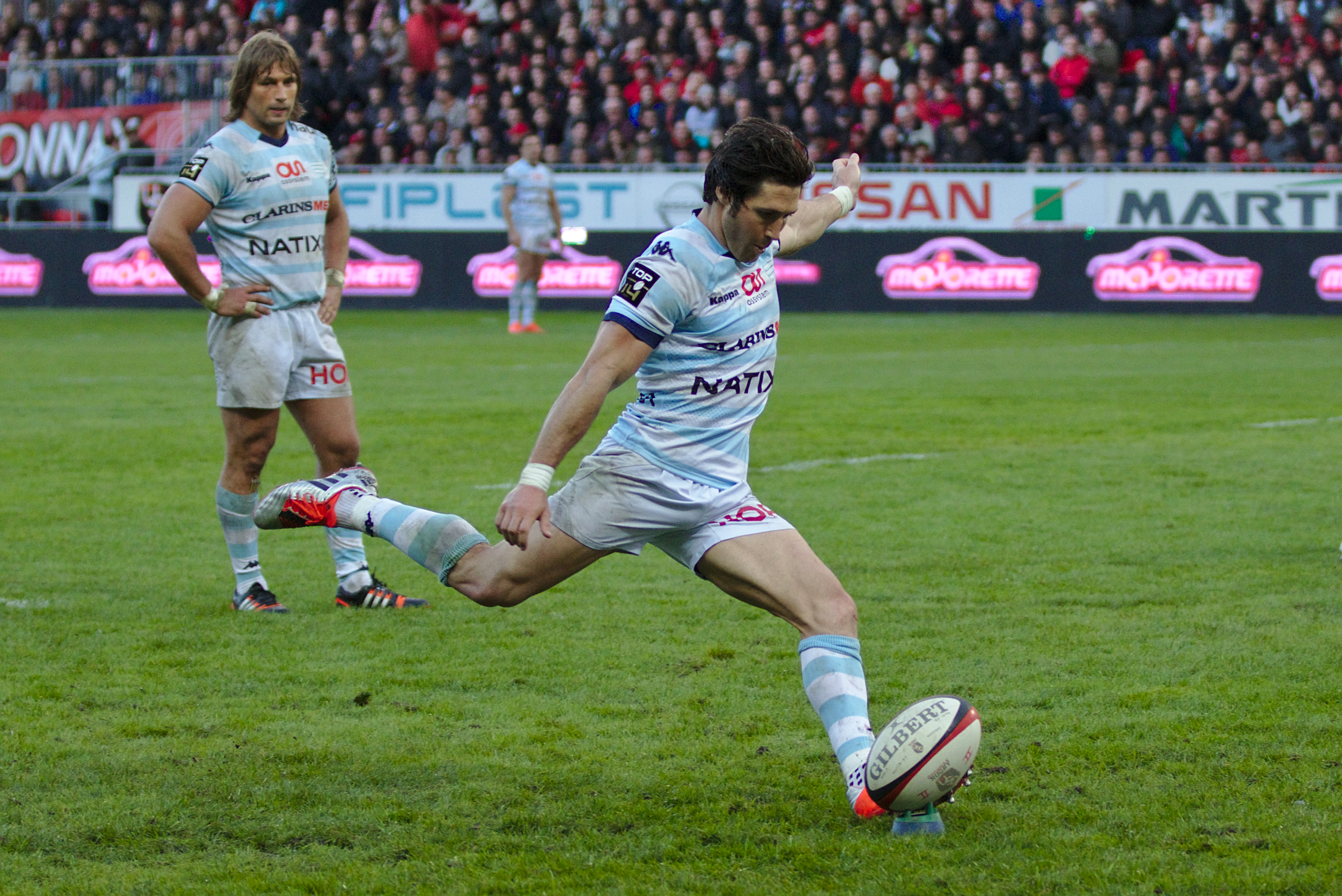
Maxime Machenaud, meilleur réalisateur de la saison en Bleu (ici en 2015 avec le Racing 92.

C'est le demi de mêlée Maxime Machenaud qui est le joueur qui inscrit le plus de points en équipe de France lors de cette année sous le maillot bleu avec 50 points, suivi par l'autre numéro 9, Baptiste Serin, avec 41 points. Le premier est également meilleur marqueur du Six Nations 2018, compétition durant laquelle il a marqué l'intégralité de ces 50 points. Le troisième meilleur réalisateur est aussi le meilleur marqueur d'essais, Teddy Thomas, avec 5 essais et 25 points.
| Rang | Joueur             | Poste            | Points | Essais | Transf. | Pén. | Drops |
| ---- | ------------------ | ---------------- | ------ | ------ | ------- | ---- | ----- |
| 1    | Maxime Machenaud   | Demi de mêlée    | 50     | 0      | 4       | 14   | 0     |
| 2    | Baptiste Serin     | Demi de mêlée    | 41     | 1      | 6       | 8    | 0     |
| 3    | Teddy Thomas       | Ailier           | 25     | 5      | 0       | 0    | 0     |
| 4    | Guilhem Guirado    | Talonneur        | 20     | 4      | 0       | 0    | 0     |
| 5    | Morgan Parra       | Demi de mêlée    | 12     | 0      | 0       | 4    | 0     |
| 6    | Mathieu Bastareaud | Centre           | 10     | 2      | 0       | 0    | 0     |
| 7    | Anthony Belleau    | Demi d'ouverture | 6      | 0      | 3       | 0    | 0     |
| 8    | François Trinh-Duc | Demi d'ouverture | 5      | 0      | 1       | 0    | 1     |

### Meilleurs marqueurs
L'ailier Teddy Thomas est le meilleur marqueur des Bleus durant cette année avec 5 réalisations, puis viennent le talonneur et capitaine Guilhem Guirado (4 essais) et le centre Mathieu Bastareaud (2 essais). 
| Rang | Joueur             | Poste         | Essais |
| ---- | ------------------ | ------------- | ------ |
| 1    | Teddy Thomas       | Ailier        | 5      |
| 2    | Guilhem Guirado    | Talonneur     | 4      |
| 3    | Mathieu Bastareaud | Centre        | 2      |
| -    | Wesley Fofana      | Centre        | 1      |
| -    | Baptiste Serin     | Demi de mêlée | 1      |
| -    | Cedate Gomes Sa    | Pilier        | 1      |
| -    | Gaël Fickou        | Centre        | 1      |
| -    | Rémy Grosso        | Ailier        | 1      |
| -    | Hugo Bonneval      | Ailier        | 1      |
| -    | Paul Gabrillagues  | 2e ligne      | 1      |